# 마크 힐드레스
마크 힐드레스(Mark Hildreth, 1978년 1월 24일 ~ )는 캐나다의 배우이자 음악가이다.

## 출연 작품
- 아메리칸 패스토럴 (2016)
- 레저렉션 시즌2 (2014)
- 레저렉션 (2014)
- 엔드 오브 더 월드 (2013)
- 플래닛 헐크 (2010)
- 바비와 삼총사 (2009)
- 브이 1 (2009)
- 캐리비안의 해적 - 세상의 끝에서 (2007)
- 튜더스 1 : 왕의 여자들 (2007)
- 바비와 마법의 페가수스 (2005)
- 영 블레이드 (2005)
- 바비의 공주와 거지 (2004)
- 에브리원 (2004)
- 게드 전기: 어스시 마법사 (2004)
- 바비의 백조의 호수 (2003)
- 노 나잇 이즈 투 롱 (2002)
- 데이 (2002)
- 바비의 라푼젤 (2002)
- 저스트 코즈 (2001)
- 엑스맨 - 에볼루션 (2000)
- 애들이 줄었어요: TV 쇼 (1997)
- 저격자 (1996)
- 내 아들 쟈니 (1991)
- 드래곤 볼 Z (1989)
- 사랑하는 내 아들아 (1987)